# Wilhelm Garten
Wilhelm Garten (* 26. September 1888 in Sankt Petersburg; † 14. November 1959 in Hagen) war ein auf Akkumulatoren spezialisierter Ingenieur.
Der Deutschstämmige absolvierte 1912 die St. Petersburger Technische Hochschule als Dipl.-Ing. und trat in die Russische Tudor Akkumulatorenfabrik AG, St. Petersburg, eine 1897 gegründete Tochtergesellschaft der AFA, ein. 1920 wurde er vom Stammwerk in Hagen übernommen.
Er arbeitete sich dort rasch in die Reihe der ersten Akkumulatoren-Fachleute vor. Sein spezielles Arbeitsgebiet war der Fahrzeugantriebsakkumulator, dessen Weiterentwicklung maßgebend von ihm beeinflusst wurde. Kernpunkt seiner Arbeiten waren die Säurediffusions-Vorgänge. Sein Lehrbuch erschien in zahlreichen Auflagen. Zusammen mit Freimut Peters (Hagen), Klaus Dehmelt und Hans von Döhren (Frankfurt) wurden ihm zahlreiche Patente erteilt.
Er wurde Direktor der Accumulatorenfabrik AG und technischer Leiter des Stammwerkes Hagen i. Westf. Mit dem Lagerkommandanten Kurt Klebeck kam es zu Auseinandersetzungen über schlagende Kapos im KZ-Außenlager Hannover-Stöcken. Anfang 1959 zog er sich von der technischen Leitung des Werkes zurück.

## Veröffentlichungen
- Der Bleiakkumulator, Praxis und Theorie